# Штефэнеску, Оана
Оана Штефэнеску (рум. Oana Ștefănescu; 19 ноября 1960, Бухарест — 23 января 2021, там же) — румынская актриса
 театра и кино.

## Биография
В 1982 году окончила Институт театра и кино «И. Л. Караджале» (IATC) в Бухаресте.
После окончания института в том же году дебютировала на театральной сцене. Много лет играла в столичном Театре «Одеон».
Снималась в кино. Сыграла в 20 фильмах.

## Фильмография
- Scurtcircuit (2017)
- Minte-mă frumos în Centrul Vechi (2016)
- Счастливых похорон / Funeralii fericite (2013)
- Эфект Дженовезе / Efectul Genovese (2012)
- Солги красиво / Minte-mă frumos (2012)
- Покер / Poker (2010)
- Cu un pas înainte (2007)
- Франкенштейн и возрожденный оборотень! / Frankenstein & the Werewolf Reborn! (2005)
- Синдром Тимишоары / Sindromul Timișoara (2004)
- Manipularea (2000)
- Враг моего врага / Dușmanul dușmanului meu (1999)
- Возрожденный Франкенштейн / Frankenstein Reborn! (1998)
- Талисман / Talisman (1998)
- Mincinosul (1995)
- Дуб / Balanța (1992)
- Înnebunesc și-mi pare rău (1992)
- Нелу / Nelu (1988)
- Vara cu Ana (1988)
- Статисты / Figuranții (1987)
- Гость к ужину / Un oaspete la cină (1987)
- Остаюсь с тобой / Rămân cu tine (1982)

## Награды и премии
Лауреат многих театральных премий, в том числе:
- Премия за лучшую женскую роль на Фестивале короткометражных фильмов в Орадя,
- Премия за лучшую женскую роль 2015 года в фильме «Письма португальской монахини» (1997),
- Премия за лучшую женскую роль в спектакле «Антигона» (1996),
- Премия за лучшую женскую роль 1993 года в фильме «Я схожу с ума и прошу прощения»
- Премия за выдающиеся достижения на UNITER (1992)
- Лучшая актриса за роль Ирины, в шоу MATCA (1988)
- Премия за успешный дебют (1987)
- Премия за лучшую женскую роль в фильме «Уборка» на Фестивале молодых кинематографистов в Бухаресте (1987).